# 反應蒸餾
反應蒸餾（英語：reactive distillation）是化學反應器同時也是蒸餾器的一種程序。從反應混合物分離產物不需要透過蒸餾程序，故可省下加熱能量與物料量。此技術在受平衡限制反應（如酯化和酯水解反應）中特別有用。由於能夠將反應產物從反應段連續移除，因此可以超越以化學平衡關係所預期的平衡轉化率。此方法也可以減少成本與投資支出。典型的反應蒸餾設備是一具有進料板以及汽堤段與精餾段出料的反應塔。
反應塔內的操作狀態是次優的，以同時滿足化學反應器和蒸餾塔之操作。在反應段中引入原位分離程序（反之亦然）將導致汽液平衡、質傳速率、擴散和化學動力的複雜交互作用，使得反應與蒸餾系統之設計與合成是一項重大的挑戰。對於某些蒸餾與反應的最佳操作條件差異甚大的反應來說，應改採側反應器設計。